# Auguste-Louis-Désiré Boulé
Auguste-Louis-Désiré Boulé (Nanteuil-le-Haudouin, 1er septembre 1799 - Paris 9e, 3 juillet 1865) est un auteur dramatique français.

## Biographie
Secrétaire du Théâtre des Variétés, ses pièces furent représentées sur les plus grandes scènes parisiennes du XIXe siècle : Théâtre de l'Ambigu, Théâtre de la Porte-Saint-Martin, Théâtre du Panthéon, Théâtre de la Gaîté-Lyrique, etc.

## Œuvres
- L'Inconnu, ou les Mystères, mélodrame en 3 actes, avec Mathias Morisot et E. F. Varez, 1822
- Les 20.000 francs, drame en 1 acte mêlé de chants, avec Charles Potier, 1832
- La Fille du bourreau, folie-vaudeville en 1 acte, avec Potier, 1833
- Trois ans après, ou la Sommation respectueuse, drame en 4 actes, avec Théodore Nézel, 1834
- Le Bon Ange, ou Chacun ses torts, drame-vaudeville en un acte, avec Eugène Cormon, 1835
- Le Facteur, ou la Justice des hommes, drame en 5 actes, avec Charles Desnoyer et Potier, 1835
- La Tache de sang, drame en 3 actes, 1835
- Fanchette, ou l'Amour d'une femme, drame-vaudeville en 2 actes, avec Potier, 1836
- Parce que, ou la Suite de Pourquoi ? , comédie-vaudeville en 1 acte, avec Potier, 1836
- Le Passé, ou À tout péché miséricorde, comédie-vaudeville en 1 acte, avec Cormon, 1836
- Le Prévôt de Paris (1369), drame en 3 actes, avec Cormon, 1836
- L'Honneur de ma mère, drame en 3 actes, avec Rimbaut, 1837
- Rita l'espagnole, drame en 4 actes, avec Chabot de Bouin, Desnoyer et Eugène Sue, 1837
- Le Domino bleu, comédie-vaudeville en 1 acte, avec Félix Dutertre de Véteuil, 1837
- Rose Ménard, ou Trop bonne mère, drame en 3 actes, 1837
- Adriane Ritter, drame en cinq actes, avec Jules Chabot de Bouin, 1838
- Corneille et Richelieu, comédie-vaudeville en 1 acte, avec Rimbaut, 1839
- Giuseppo, drame en 5 actes, avec Chabot de Bouin, 1839
- Paul Darbois, drame en 3 actes, 1839
- Denise, ou l'Avis du ciel, drame en 5 actes, avec Rimbaut, 1840
- Paula, drame en 5 actes, avec Chabot de Bouin, 1840
- Le Bourreau des crânes, vaudeville en 2 actes, 1841
- Paul et Virginie, drame en 5 actes et 6 tableaux, avec Cormon, 1841
- Émery le négociant, drame en 3 actes, avec Hippolyte Rimbaut, 1842
- Les Naufrageurs de Kérougal, drame en 4 actes, à spectacle, avec Chabot de Bouin et Déaddé Saint-Yves, 1843
- Jeanne, drame en 6 parties et 2 époques, avec Chabot de Bouin et Saint-Ernest, 1844
- Les Enfants du facteur, drame en 3 actes, 1845
- Les Ruines de Vaudémont, drame en 4 actes, avec Aristide Letorzec, 1845
- Stephen ou le Fils du prescrit, drame en quatre actes, avec Anicet Bourgeois, 1845
- Les Trompettes de Chamboran, vaudeville en 3 actes et 4 tableaux, avec Théodore de Lustières, 1846
- Les Œuvres du démon, mélodrame en 5 actes, avec Jules Brésil, 1868